# Brycon guatemalensis
Brycon guatemalensis es una especie de pez de la familia Characidae en el orden de los Characiformes.

## Morfología
Los machos pueden llegar alcanzar los 59 cm total y 4.320 g de peso.

## Alimentación
Los individuos jóvenes comen insectos acuáticos y terrestres, hojas, frutos y semillas, pero se convierten principalmente herbívoros al llegar a adultos.

## Hábitat
Son peces de agua dulce. Vive en zonas de clima tropical entre 21 a 34 °C. Se pueden encontrar en ríos desde los 0 a los 600 m de profundidad.

## Distribución geográfica
Se encuentran en Centroamérica: vertiente atlántica desde el río Grijalva (México) hasta el este de Panamá, y vertiente pacífico (  cuenca del río Choluteca en Honduras ).